# جون غارسيا (مغني)
جون غارسيا (بالإنجليزية: John Garcia)‏ هو مغني أمريكي، ولد في 4 سبتمبر 1970 في سان مانويل (أريزونا) في الولايات المتحدة.

## وصلات خارجية
- جون غارسيا على موقع ميوزك برينز (الإنجليزية)
- جون غارسيا على موقع أول ميوزيك (الإنجليزية)
- جون غارسيا على موقع ديسكوغز (الإنجليزية)